# Niptera callunae
Niptera callunae är en svampart som beskrevs av Syd. 1911. Niptera callunae ingår i släktet Niptera, ordningen disksvampar, klassen Leotiomycetes, divisionen sporsäcksvampar och riket svampar.   Inga underarter finns listade i Catalogue of Life.